# Liste der Stolpersteine im Bezirk Neunkirchen

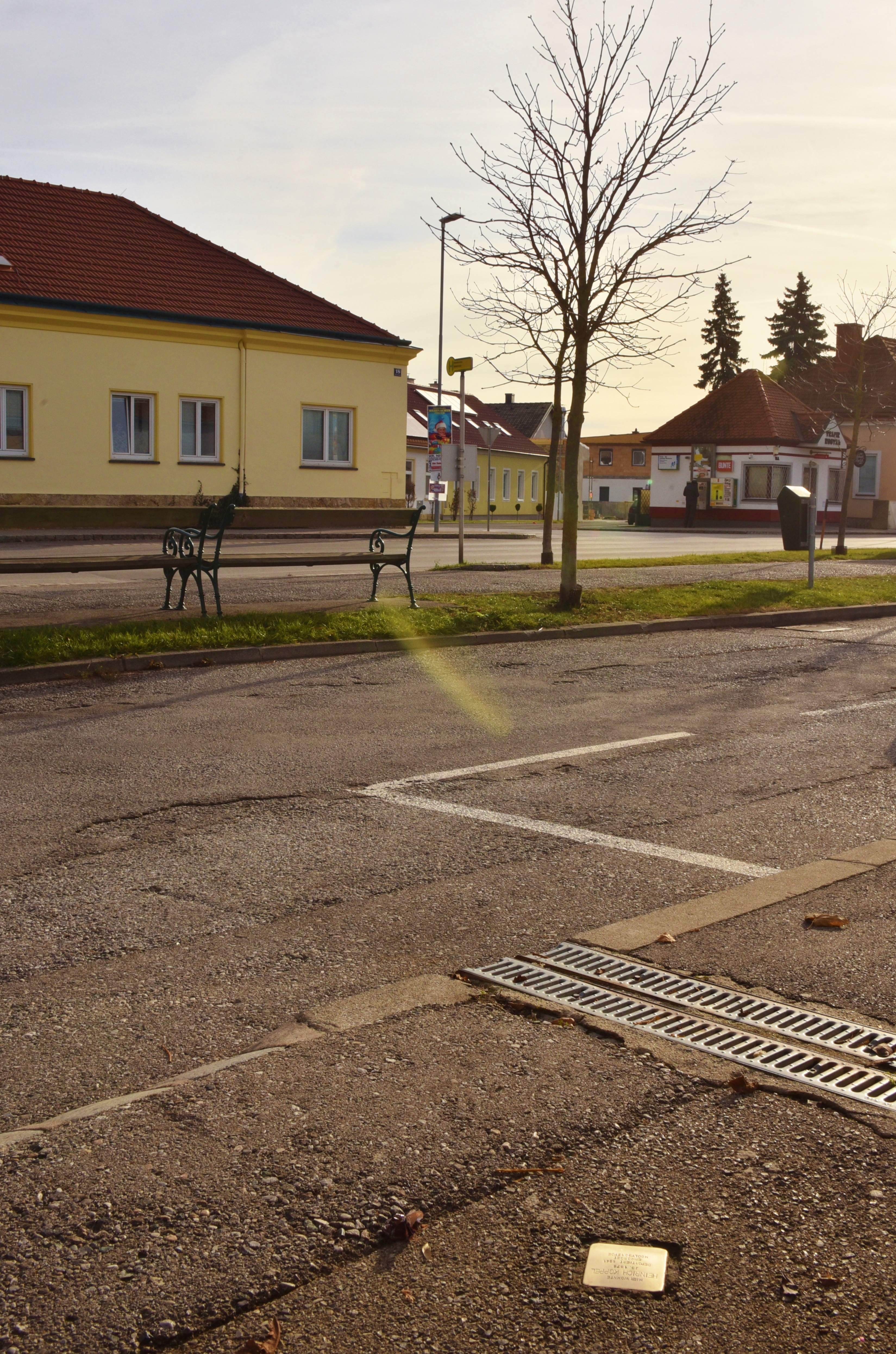
Stolperstein in Neunkirchen

Die Liste der Stolpersteine im Bezirk Neunkirchen enthält Stolpersteine, die im Rahmen des gleichnamigen Kunst-Projekts von Gunter Demnig im niederösterreichischen Bezirk Neunkirchen verlegt wurden. Stolpersteine erinnern an das Schicksal der Menschen, die von den Nationalsozialisten ermordet, deportiert, vertrieben oder in den Suizid getrieben wurden. Sie liegen im Regelfall vor dem letzten selbst gewählten Wohnsitz des Opfers.
Die erste Verlegung in diesem Bezirk erfolgte am 5. Juli 2011 in der Stadtgemeinde Neunkirchen.

## Liste der Stolpersteine

### Neunkirchen
In der Stadtgemeinde Neunkirchen wurden 34 Stolpersteine an 14 Adressen verlegt.
| Stolperstein | Inschrift | Verlegeort                 | Name, Leben |
| ------------ | --- | -------------------------- | --- |
|              | HIER WOHNTE CHAJE FISCH JG. 1883 DEPORTIERT 19.10.1941 ŁODZ ERMORDET                                                              | Triesterstraße 10 ·        | Chaje Fisch, geborene Zilberberg, wurde am 3. Februar 1883 in Frysztak geboren. Sie lebte in Neunkirchen in der Triesterstraße 10. Sie war verheiratet mit Chaje David Fisch. Das Paar hatte sechs Kinder. Nach der Annexion Österreichs musste sie diese Wohnung verlassen und kam in eine Sammelwohnung für Juden in der Förstergasse 4/5 in den 2. Wiener Gemeindebezirk. Am 19. Oktober 1941 wurde sie zusammen mit ihrem Ehemann und mindestens einem ihrer Kinder (Rosa, geboren 1915) mit dem Transport 7, Zug Da 5 von Wien ins Ghetto Litzmannstadt (Łódź) deportiert. Chaje Fisch hat die Shoah nicht überlebt. Eines ihrer sechs Kinder konnte überleben – Meir Fisch meldete seine Familie bei Yad Vashem. |
|              | HIER WOHNTE DAVID CHAJE FISCH JG. 1875 DEPORTIERT 19.10.1941 ŁODZ ERMORDET                                                        | Triesterstraße 10 ·        | David Chaje Fisch wurde am 18. November 1876 geboren. Er war verheiratet mit Chaje Fisch. Das Paar hatte sechs Kinder. Das Geld für die Familie verdiente er als Hausierer. Nach der Annexion Österreichs musste er diese Wohnung verlassen und kam in eine Sammelwohnung für Juden in der Förstergasse 4/5 in den 2. Wiener Gemeindebezirk. Am 19. Oktober 1942 wurde er zusammen mit seiner Frau und mindestens einem seiner Kinder (Rosa, geboren 1915) mit dem Transport 7, Zug Da 5 von Wien ins Ghetto Litzmannstadt (Łódź) deportiert. David Fisch hat die Shoah nicht überlebt. Eines seiner sechs Kinder konnte überleben – Meir Fisch meldete seine Familie bei Yad Vashem. |
|              | HIER WOHNTE JOEL FISCH JG. 1940 DEPORTIERT 6.5.1942 MINSK ERMORDET                                                                | Triesterstraße 10 ·        | Joel Fisch wurde am 14. Januar 1940 in Wien geboren. In Wien lebte er mit seiner Mutter Marie Fisch (geboren 1915) zuletzt im 2. Wiener Gemeindebezirk in der Franz Hochedlingergasse 23. Am 6. Mai 1942, mit 2½ Jahren, wurde er zusammen mit seiner Mutter mit dem Transport 19, Zug Da 201 von Wien nach Minsk deportiert (seine Nummer auf dem Transport lautete 706). Der Zug erreichte sein Ziel am 11. Mai 1942. 1000 Menschen waren auf diesem Transport und wurden in einem nahe beim Vernichtungslager Maly Trostinez befindlichen Wald (Blagovshchina) gefahren und dort vor schon vorbereiteten Gruben erschossen. Auch Joel Fisch und seine Mutter wurden auf diese Weise ermordet. |
|              | HIER WOHNTE MARIA FISCH DEPORTIERT 6.5.1942 MINSK ERMORDET                                                                        | Triesterstraße 10 ·        | Maria Fisch, geborene Pollock, wurde am 29. April 1915 in Siegendorf geboren. Sie lebte in Neunkirchen in der Schießstättgasse 33. Verheiratet war sie mit Leo Fisch. Nach der Annexion Österreichs musste sie diese Wohnung verlassen und kam in eine Sammelwohnung für Juden in den 2. Wiener Gemeindebezirk (Franz Hochedlingergasse 23.). Dort lebte sie mit ihrem am 14. Januar 1940 geborenen Sohn Joel Fisch. Am 6. Mai 1942 wurde sie zusammen mit ihrem Sohn mit dem Transport 19, Zug Da 201 von Wien nach Minsk deportiert (ihre Nummer auf dem Transport lautete 705). Der Zug erreichte sein Ziel am 11. Mai 1942. 1000 Menschen waren auf diesem Transport und wurden in einem nahe beim Vernichtungslager Maly Trostinez befindlichen Wald (Blagovshchina) gefahren und dort vor schon vorbereiteten Gruben erschossen. Auch Maria Fisch und ihr Sohn wurden auf diese Weise ermordet. |
|              | HIER WOHNTE ROSA FISCH JG. 1915 DEPORTIERT 19.10.1941 ŁODZ ERMORDET                                                               | Triesterstraße 10 ·        | Rosa Fisch wurde am 16. Februar 1915 in Neunkirchen geboren. Sie war die Tochter von Chaje Fisch und Chaje David Fisch. Sie war eines von sechs Kindern der Familie. Sie lebte in Neunkirchen in der Triesterstraße 10. Nach der Annexion Österreichs musste die Familie diese Wohnung verlassen und sie kamen in eine Sammelwohnung für Juden in der Förstergasse 4/5 in den 2. Wiener Gemeindebezirk. In Wien lebte sie zuletzt mit ihren Eltern in einer Sammelwohnung für Juden in Förstergasse 4/5 in den 2. Wiener Gemeindebezirk. Am 19. Oktober 1942 wurde sie zusammen mit den Eltern mit dem Transport 7, Zug Da 5 von Wien ins Ghetto Litzmannstadt (Łódź) deportiert. Rosa Fisch hat die Shoah nicht überlebt. Ihr Bruder Meir Fisch konnte überleben, er meldete seine Familie bei Yad Vashem. |
|              | HIER WOHNTE SAMUEL FISCH JG. 1886 DEPORTIERT AUSCHWITZ ERMORDET                                                                   | Triesterstraße 10 ·        | Samuel Fisch wurde am 21. Februar 1886 in Neunkirchen geboren. Bekannt ist, dass er zuletzt in Wien am Keplerplatz 1 im 10. Wiener Gemeindebezirk lebte. Er wurde am 15. Januar 1943 von Mechelen ins KZ Auschwitz deportiert. Samuel Fisch hat die Shoah nicht überlebt. |
|              | HIER WOHNTE SIEGMUND FISCH SCHICKSAL UNBEKANNT                                                                                    | Triesterstraße 10 ·        | Siegmund Fischs Schicksal ist unbekannt. |
|              | HIER WOHNTE ELSA GERSTL JG. 1903 DEPORTIERT 1942 ERMORDET MALY-TROSTINEC                                                          | Bahnstraße 28 ·            | Elsa Gerstl wurde am 28. November 1903 in Neunkirchen geboren. Sie war die Tochter von Moritz und Hanni Gerstl und hatte fünf Geschwister. Elsa lebte in Neunkirchen in der Bahnstraße 28. Nach der Annexion Österreichs musste sie diese Wohnung verlassen und sie kam in eine Sammelwohnung für Juden in der Kohlmessergasse 6 im 1. Wiener Gemeindebezirk. Am 31. August 1942 wurde sie mit dem Transport 39, Zug Da 225 von Wien ins Vernichtungslager Maly Trostinez deportiert, dort wurde Elsa Gerstl am 4. September 1942 ermordet. |
|              | HIER WOHNTE KAROLINE GERSTL JG. 1896 DEPORTIERT 1942 ERMORDET RIGA                                                                | Bahnstraße 24 ·            | Karoline Gerstl, geborene Kohn, wurde am 8. Oktober 1896 in Mattersburg geboren. Sie war verheiratet mit Oskar Gerstl. Das Paar lebte in Neunkirchen in der Bahnstraße 24. In Wien lebte sie zuletzt in einer Sammelwohnung für Juden in der Rembrandtstraße 25 im 2. Wiener Gemeindebezirk. Am 6. Februar 1942 wurde sie mit dem Transport 16 von Wien nach Riga deportiert (ihre Nummer auf dem Transport lautete 106). Karoline Gerstl hat die Shoah nicht überlebt. |
|              | HIER WOHNTE KAROLINE GERSTL GEB. BAUER JG. 1880 FLUCHT IN DEN TOD WIEN 19.6.1940                                                  | Wienerstraße 42 ·          | Karoline Gerstl, geborene Bauer, wurde am 28. August 1880 in Straßburg geboren. Sie war verheiratet mit Moritz Gerstl, das Paar lebte in Neunkirchen in der Wienerstraße 42. Nach der Annexion Österreichs musste sie diese Wohnung verlassen und sie kam in eine Sammelwohnung für Juden in der Oberen Donaustraße 85 im 2. Wiener Gemeindebezirk. Am 19. Juni 1940 beging sie Selbstmord durch Erhängen. |
|              | HIER WOHNTE MORITZ GERSTL JG. 1885 DEPORTIERT 1941 ERMORDET ŁODZ                                                                  | Wienerstraße 42 ·          | Moritz Gerstl wurde am 5. April 1885 in Wien geboren. Er war Kaufmann und verheiratet mit Hanni, geborene Stössel. Mit ihr hatte er sechs Kinder. 1935 starb Hanni. Danach heiratete er Karoline, geborene Bauer. Das Paar lebte in Neunkirchen in der Wienerstraße 42. Nach der Annexion Österreichs musste er diese Wohnung verlassen und er kam in eine Sammelwohnung für Juden in der Leopoldgasse 22 im 2. Wiener Gemeindebezirk. Am 19. Oktober 1941 wurde er mit dem Transport 7, Zug Da 5 von Wien ins Ghetto Litzmannstadt (Łódź) deportiert. Hier wurde Moritz Gerstl am 30. April 1942 ermordet. Moritz Gerstls Erben erhielten 1951 das Grundstück Wienerstraße 42 zurück. |
|              | HIER WOHNTE OSKAR GERSTL JG. 1885 DEPORTIERT 1942 ERMORDET RIGA                                                                   | Bahnstraße 24 ·            | Oskar Gerstl wurde am 9. November 1885 in Neunkirchen geboren. Hier lebte er in der Bahnstraße 24 zusammen mit seiner Frau Karoline, geborene Kohn. Er war Händler für Textil, Wäsche und Konfektion. Am 12. Mai 1938 wurde seine Wohnung gestürmt und Oskar Gerstl wurden illegale Geschäfte und Versicherungsbetrug vorgeworfen. Sein Besitz wurde beschlagnahmt. Er kam in eine Sammelwohnung für Juden in der Rembrandtstraße 25 im 2. Wiener Gemeindebezirk. Am 6. Februar 1942 wurden er und seine Frau mit dem Transport 16 von Wien nach Riga deportiert (seine Nummer auf dem Transport lautete 105). Oskar Gerstl und Karoline Gerstl haben die Shoah nicht überlebt. |
|              | HIER WOHNTE EMMA KOHN JG. 1873 DEPORTIERT 1942 THERESIENSTADT ERMORDET                                                            | Wienerstraße 11 ·          | Emma Kohn wurde am 28. April 1873 in Wiener Neustadt geboren. Sie lebte in Neunkirchen in der Wiener Straße 11. Sie war verheiratet mit Wilhelm Kohn, der Inhaber der Firma Rodler war. Nach der Annexion Österreichs wurde ihr gesamter Besitz beschlagnahmt, die Firma ihres Mannes wurde arisiert und sie musste ihre Wohnung verlassen. Sie kam in eine Sammelwohnung für Juden in der Hollandstraße 14 im 2. Wiener Gemeindebezirk. Am 20. Juni 1942 wurde sie mit dem Transport 28 von Wien ins KZ Theresienstadt deportiert (ihre Nummer auf dem Transport lautete 601). Am 19, September 1942 wurde sie ins Vernichtungslager Treblinka überstellt, dort wurde Emma Kohn ermordet. |
|              | HIER WOHNTE KATHARINA KOHN JG. UNBEKANNT DEPORTIERT 1942 KIELCE ?                                                                 | Wienerstraße 11 ·          | Katharina Kohn, geborene Löwy, war die Tochter von Simon und Maria Löwy. Sie war eines von elf Kindern. Ihre Eltern besaßen einen Altkleiderhandel in der Hauptstraße 15 in Neunkirchen. Katharina Kohn wurde 1942 deportiert, lauf Aufschrift des Steines nach Kielce, laut einer anderen Quelle wurde sie nach Auschwitz deportiert und dort ermordet. |
|              | HIER WOHNTE MAX KOHN JG. 1880 DEPORTIERT 1942 MINSK ?                                                                             | Wienerstraße 11 ·          | Max Kohn wurde am 26. August 1880 in Neunkirchen geboren. Er war Schneidermeister und lebte in der Wienerstraße 11 in Neunkirchen. Nach der Annexion Österreichs wurde sein gesamter Besitz beschlagnahmt und sein Geschäft arisiert. Seine Wohnung musste er verlassen und er kam in eine Sammelwohnung für Juden in der Hollandstraße 14 im 2. Wiener Gemeindebezirk. Am 2. Juni 1942 wurde er von Wien ins Vernichtungslager Maly Trostinez deportiert. Er hatte die Reichsfluchtsteuer bereits bezahlt. Max Kohn wurde in Maly Trostinez ermordet. |
|              | HIER WOHNTE ROSA KOHN JG. 1877 DEPORTIERT 1942 MINSK ?                                                                            | Wienerstraße 11 ·          | Rosa Kohn wurde am 20. Juni 1874 in Neunkirchen geboren (die Aufschrift auf dem Stein ist fehlerhaft). Sie lebte in Neunkirchen in der Wienerstraße 11. Nach der Annexion Österreichs musste sie diese Wohnung verlassen und sie kam in eine Sammelwohnung für Juden in der Hollandstraße 14 im 2. Wiener Gemeindebezirk. Am 2. Juni 1942 wurde sie mit dem Transport 24, Zug Da 205 von Wien nach Minsk deportiert. Rosa Kohn hat die Shoah nicht überlebt. |
|              | HIER WOHNTE ROSA KOLÁR JG. 1913 EINGEWIESEN HEILANSTALT KLOSTERNEUBURG GUGGING ERMORDET 8.2.1944                                  | Triesterstraße 23 ·        | Rosa Kolár wurde 1913 geboren. Sie war ein Opfer des Euthanasieprogrammes Aktion T4. Sie wurde für unmündig erklärt und in die Heilanstalt Gugging eingewiesen, wo sie am 8. Februar 1944 ermordet wurde. |
|              | HIER WOHNTE HEINRICH KOPPEL JG. 1878 DEPORTIERT 1941 ERMORDET MODLYBORZYCE                                                        | Bahnstraße 39 ·            | Heinrich Koppel wurde am 6. Februar 1878 in Neunkirchen geboren. Er lebte hier in der Bahnstraße 39 zusammen mit seiner Frau. Den Lebensunterhalt verdiente er als Kaufmann. Er hatte Anteile an einer Firma für Maschinenfabrikation und Eisengroßhandel. Nach der Annexion Österreichs wurde sein gesamter Besitz beschlagnahmt und sein Geschäft arisiert. Seine Wohnung musste er verlassen und er kam in eine Sammelwohnung für Juden in der Favoritenstraße 115 im 10. Wiener Gemeindebezirk. Am 5. März 1941 wurde er mit dem Transport 4 von Wien nach Modliborzyce deportiert. Heinrich Koppel hat die Shoah nicht überlebt. |
|              | HIER WOHNTE SIMON LÖWY JG. 1854 DEPORTIERT 1942 IZBICA TOT AUF TRANSPORT                                                          | Wienerstraße 13 ·          | Simon Löwy wurde am 1. April 1854 geboren. Er war der älteste Sohn von Isak und Regina Löwy, die vier Kinder hatten. Er war verheiratet mit Maria, geborene Lipschitz. Mit ihr zog er nach Neunkirchen und er betrieb hier in der Hauptstraße 15 eine Altkleiderhandlung. Das Paar hatte elf Kinder. Simon engagierte sich in Neunkirchen für die Belange der Kultusgemeinde und war Gründungsmitglied der Chewra Kadischa. Am 14. April 1938 um Mitternacht gab es eine Hausdurchsuchung bei der Firma Simon Löwy (Bekleidungshandel), es kam zu Beschlagnahmungen und der Besitz wurde arisiert. Die Familie wurde nach Wien vertrieben. Simon verstarb in Wien. Die Angabe auf dem Stein scheint nicht korrekt, es scheint hier eine Verwechslung mit dem am 14. November 1899 geborenen Simon Löwy gegeben zu haben. |
|              | HIER WOHNTE HERMINE MAIER JG. 1880 DEPORTIERT 1941 ŁODZ ?                                                                         | Triesterstraße 23 ·        | Hermine Maier wurde am 5. März 1880 geboren. Sie lebte in Neunkirchen in der Triesterstraße 23. Während der Hausdurchsuchung bei der Firma Löwy & Söhne am 14. April 1938 wurde sie verhaftet, aber wieder freigelassen. Ihr gesamter Besitz wurde arisiert, das Haus in der Triesterstraße musste an die Stadtgemeinde verkauft werden und sie kam in eine Sammelwohnung für Juden in die Rotensterngasse 13 im 2. Wiener Gemeindebezirk. Am 15. Mai 1942 wurde sie mit dem Transport 21 von Wien nach Izbica deportiert. Hermine Maier hat die Shoah nicht überlebt. |
|              | HIER WOHNTE JULIUS MAIER JG. UNBEKANNT DEPORTIERT 1941 IZBICA ?                                                                   | Triesterstraße 23 ·        | Julius Maier wurde am 17. November 1883 in Neunkirchen geboren. Bis zur Annexion Österreichs lebte er hier in der Triesterstraße 23. Das Haus wurde arisiert und er kam in eine Sammelwohnung für Juden in die Krummbaumgasse 1 im 2. Wiener Gemeindebezirk. Am 9. April 1942 wurde er von Wien nach Izbica deportiert. Julius Maier hat die Shoah nicht überlebt. |
|              | HIER WOHNTE MAX MAIER JG. 1882 DEPORTIERT 1941 RIGA ?                                                                             | Triesterstraße 23 ·        | Max Maier wurde am 16. Dezember 1872 in Neunkirchen geboren (bei dem Datum auf dem Stein handelt es sich um einen Fehler). Er war Inhaber einer Gemischtwarenhandlung. Am 15. Mai 1938 wurde sein Geschäft gestürmt, es kam zu Beschlagnahmungen, das Geschäft und auch das Wohnhaus musste er zwangsweise verkaufen und er wurde zu einer Spende in Höhe von 8.000 Reichsmark an die Winterhilfe gezwungen. Am 11. Januar 1942 wurde Max Maier nach Riga deportiert, er hat die Shoah nicht überlebt. |
|              | HIER WOHNTE ROSA MOSES JG. 1883 DEPORTIERT 1942 ERMORDET MALY-TROSTINEC                                                           | Franz Krinninger Gasse 1 · | Rosa Moses wurde am 8. Februar 1883 in Gloggnitz geboren. Sie lebte in Neunkirchen in der Krinninger Gasse 1. Sie war Händlerin. Nach der Annexion Österreichs wurde ihr gesamter Besitz beschlagnahmt und ihr Geschäft arisiert. Sie kam in eine Sammelwohnung für Juden in die Große Pfarrgasse 2 im 2. Wiener Gemeindebezirk. Am 2. Juni 1942 wurde sie mit dem Transport 24, Zug Da 205 von Wien ins Vernichtungslager Maly Trostinez deportiert (ihre Nummer auf dem Transport lautete 144). Rosa Moses hat die Shoah nicht überlebt. |
|              | HIER WOHNTE ING. MAX PAM JG. 1897 DEPORTIERT 1938 DACHAU ERMORDET                                                                 | Stockhammergasse 11 ·      | Max Pam wurde am 16. September 1897 in Neunkirchen geboren. Er war verheiratet mit Cäcilie Pam, geborene Ambor, und leitete in Neunkirchen die Firma „M. Pam’s Söhne, Mechanische Papierhülsen- u. Spulenfabrik“, den größten jüdischen Betrieb in Neunkirchen und einer der größeren Industriebetriebe hier mit 132 Beschäftigten. Die Firma wurde von Heinrich und Samuel Pam gegründet, beide waren 1925 verstorben, sie stand seitdem im Besitz der beiden Witwen Adele und Stefanie Pam. Max Pam war ein Enkelsohn der Gründer. 1938 erfolgte die Arisierung des Betriebes. Max kam nach Wien und lebte in der Herrengasse 6 im 1. Wiener Gemeindebezirk. In der Reichskristallnacht wurde er verhaftet und am 11. November 1938 nach Dachau deportiert, wo er am 13. Dezember 1938 ermordet wurde. Seine Mutter und seine Tante konnten 1939 aus Österreich flüchten und sich in Sicherheit bringen. |
|              | HIER WOHNTE BERTHOLD PREIS JG. 1889 DEPORTIERT 1942 AUSCHWITZ ERMORDET 19.10.1944                                                 | Hohewandstrasse 16 ·       | Bernhard Berthold Preis wurde am 2. April 1889 oder 1899 in Neunkirchen geboren. Nach der Annexion Österreichs musste er Neunkirchen verlassen und er lebte zuletzt in Wien in der Custozzagasse 1 im 3. Wiener Gemeindebezirk. Am 25. Mai 1943 wurde er von Wien nach Theresienstadt deportiert, von dort erfolgte am 19. Oktober 1944 die Überstellung ins KZ Auschwitz, wo Berthold Preis ermordet wurde. |
|              | HIER WOHNTE GISELA PREIS JG. 1890 TOT AUF KLADOVO-TRANSPORT KZ SAJMIŠTE BEI BELGRAD                                               | Hohewandstrasse 16 ·       | Gisela Preis wurde am 15. November 1890 in Willendorf bei Neunkirchen geboren. Nach der Annexion Österreichs musste sie Neunkirchen verlassen, das Wohnhaus wurde vorher verkauft, auch den Schmuck musste sie veräußern. Sie lebte dann in Wien in der Haidgasse 5 im 2. Wiener Gemeindebezirk. Gisela Preis versuchte im Herbst 1939 mit dem Kladovo-Transport nach Palästina zu flüchten, die Schiffe wurden gestoppt. Zuerst in Kladovo, später wurden die Flüchtlinge nach Šabac gebracht. Alle unter 17-Jährigen dieses Transportes konnten im März 1941 mit Schiffen nach Palästina gebracht werden. Alle anderen wurden in einem Lager interniert. Gisela Preis kam in das KZ Sajmište und wurde dort in einem Speziallastwagen vergast. |
|              | HIER WOHNTE SIGMUND PREIS JG. 1899 MISSHANDELT/VERHAFTET BG WR, NEUSTADT SELBSTMORD DURCH ERHÄNGEN 21.5.1938 UMSTÄNDE NIE GEKLÄRT | Hohewandstrasse 16 ·       | Sigmund Preis (auch Siegmund) wurde am 22. Juni 1899 geboren. Er war verheiratet und verdiente seinen Lebensunterhalt als Alteisenhändler. Nach der Annexion versuchte er noch rechtzeitig seinen ganzen Besitz zu veräußern und zu fliehen, doch er wurde auf seinem Firmengelände, wo er sich versteckt hielt, verhaftet. Im Gewahrsam wurde er von SS-Männern misshandelt. Am 21. Mai 1938 wurde Siegmund Preis im Bezirksgericht Wiener Neustadt erhängt aufgefunden. Seine Beerdigung war zunächst die letzte, die auf dem Jüdischen Friedhof Neunkirchen stattfand. Nach 1945 erfolgten hier noch drei weitere Beerdigungen. |
|              | HIER WOHNTE HELENE REININGER GEB. KARPEL JG. 1886 DEPORTIERT 1942 IZBICA ERMORDET                                                 | Stockhammergasse 15 ·      | Helene Reininger, geborene Karpel, wurde am 23. Oktober 1886 in Wien geboren laut ihrer Nichte in Ostrava. Sie lebte in Neunkirchen in der Stockhammergasse 15 zusammen mit ihrem Ehemann Ignaz Reininger. Ignaz und sein Bruder Heinrich betrieben ein Warenhaus. Nach der Annexion wurde das Ehepaar gezwungen ihr Haus zu verkaufen, dieses wurde von der Evangelischen Kirche erworben, die daraus ein Pfarrhaus machte. Der Erlös von 18.000 Reichsmark diente teilweise der Tilgung von Hypotheken, die restliche Summe ging an die Vermögensverkehrsstelle des NS-Ministeriums für Wirtschaft und Arbeit, es handelte sich hierbei um Sperrkonten und Helene und Ignaz erhielten kein Geld ausbezahlt. Sie kamen nach Wien und lebten dort in der Fugbachgasse 3 im 2. Wiener Gemeindebezirk. Am 15. Mai 1942 wurde Helene zusammen mit ihrem Mann mit dem Transport 21 von Wien nach Izbica deportiert. Helene Reininger hat die Shoah nicht überlebt. 1960 wurde für das Haus der Familie ein Rückstellungsverfahren eingeleitet, doch behauptete die Evangelische Kirche zu diesem Zeitpunkt, dass der Verkauf freiwillig erfolgte. Es kommt zu einem Vergleich und die Evangelische Kirche zahlt 35.000 Schilling an die Sammelstelle A für nicht beanspruchtes jüdisches Eigentum. 2003 forderte die Nichte Gertrude Bibring eine Schadensersatzzahlung für das Haus, dies wurde vom damaligen Pfarrer Herwig Sturm zuerst abgelehnt, doch bot er Gertrude Bibring 2004 eine Zahlung in Höhe von 6.000 Euro an, die sie ablehnte. Erst durch seinen Nachfolger Michael Bünker kam es 2011 zu einer angemessenen Schadensersatzzahlung.    |
|              | HIER WOHNTE IGNAZ REININGER JG. 1880 DEPORTIERT 1942 IZBICA ERMORDET                                                              | Stockhammergasse 15 ·      | Ignaz Reininger wurde am 30. November 1880 in Neunkirchen geboren. Er war verheiratet mit Helene Reininger, geborene Karpel, das Paar hatte ihr Haus in der Stockhammergasse 15. Ignaz war gelernter Uhrmacher und führte mit seinem Bruder Heinrich ein Warenhaus. Nach der Annexion wurde das Ehepaar gezwungen ihr Haus zu verkaufen, dieses wurde von der Evangelischen Kirche erworben, die daraus ein Pfarrhaus machte. Der Erlös von 18.000 Reichsmark diente teilweise der Tilgung von Hypotheken, die restliche Summe ging an die Vermögensverkehrsstelle des NS-Ministeriums für Wirtschaft und Arbeit, es handelte sich hierbei um Sperrkonten und Ignaz und Helene erhielten kein Geld ausbezahlt. Sie kamen nach Wien und lebten dort in der Fugbachgasse 3 im 2. Wiener Gemeindebezirk. Am 15. Mai 1942 wurde Ignaz zusammen mit seiner Ehefrau mit dem Transport 21 von Wien nach Izbica deportiert. Ignaz Reininger hat die Shoah nicht überlebt. 1960 wurde für das Haus der Familie ein Rückstellungsverfahren eingeleitet, doch behauptete die Evangelische Kirche zu diesem Zeitpunkt, dass der Verkauf freiwillig erfolgte. Es kommt zu einem Vergleich und die Evangelische Kirche zahlt 35.000 Schilling an die Sammelstelle A für nicht beanspruchtes jüdisches Eigentum. 2003 forderte die Nichte Gertrude Bibring eine Schadensersatzzahlung für das Haus, dies wurde vom damaligen Pfarrer Herwig Sturm zuerst abgelehnt, doch bot er Gertrude Bibring 2004 eine Zahlung in Höhe von 6.000 Euro an, die sie ablehnte. Erst durch seinen Nachfolger Michael Bünker kam es 2011 zu einer angemessenen Schadensersatzzahlung. |
|              | HIER WOHNTE MARTHA REININGER JG. 1928 DEPORTIERT 1942 KLADOVOTRANSPORT SAJMISTE ERMORDET                                          | Wiener Straße 8 ·          | Martha Reininger wurde am 19. April 1928 in Wien geboren. Sie versuchte im Herbst 1939 mit dem Kladovo-Transport nach Palästina zu flüchten, die Schiffe wurden gestoppt. Zuerst in Kladovo, später wurden die Flüchtlinge nach Šabac gebracht. Alle unter 17-Jährigen dieses Transportes konnten im März 1941 mit Schiffen nach Palästina gebracht werden. Alle anderen wurden in einem Lager interniert. Martha Reisinger kam in das KZ Sajmište und wurde dort in einem Speziallastwagen vergast. Ihre Schwester Gertrude Reininger, verheiratete Bibring, konnten 1939 mit einem Transport nach England fliehen, auch ihre Eltern überlebten getarnt als Gehörlose in einem Budapester Heim. |
|              | HIER WOHNTE ALICE SPIEGEL JG. 1928 DEPORTIERT 1942 THERESIENSTADT ERMORDET 10.9.1942                                              | Meranergasse 9 ·           | Alice Spiegel wurde am 28. Juli 1928 in Tarnow geboren. Ihre Eltern waren Michael und Elsa Spiegel. Sie lebte in Neunkirchen in der Meranergasse 9. Nach der Annexion musste Familie Spiegel das Haus verlassen und sie lebten in einer Sammelwohnung für Juden in der Vereinsgasse 25 im 2. Wiener Gemeindebezirk. Am 10. September 1942 wurde Alice zusammen mit ihrer Familie mit dem Transport 40, Zug Da 513 von Wien nach Theresienstadt deportiert (ihre Nummer auf dem Transport lautete 741). Alice Spiegel hat die Shoah nicht überlebt. Laut Aufschrift des Steines wäre Alice Spiegel am 10. September 1942 ermordet worden, der Transport langte aber erst am 11. September 1942 in Theresienstadt an. |
|              | HIER WOHNTE ELSA SPIEGEL JG. 1903 DEPORTIERT 1942 THERESIENSTADT ERMORDET 10.9.1942                                               | Meranergasse 9 ·           | Elsa Spiegel, geborene Jaul, wurde am 23. September 1903 in Neunkirchen geboren. Sie lebte in Neunkirchen zusammen mit ihrem Ehemann Michael Spiegel in der Meranergasse 9. Das Paar hatte mindestens zwei Töchter – Gerta (geboren 1931) und Alice (geboren 1928). Nach der Annexion musste Familie Spiegel das Haus verlassen und sie lebten in einer Sammelwohnung für Juden in der Vereinsgasse 25 im 2. Wiener Gemeindebezirk. Am 10. September 1942 wurde Elsa zusammen mit ihrer Familie mit dem Transport 40, Zug Da 513 von Wien nach Theresienstadt deportiert (ihre Nummer auf dem Transport lautete 740). Elsa Spiegel hat die Shoah nicht überlebt. Laut Aufschrift des Steines wäre Elsa Spiegel am 10. September 1942 ermordet worden, der Transport langte aber erst am 11. September 1942 in Theresienstadt an. |
|              | HIER WOHNTE GERTA SPIEGEL JG. 1931 DEPORTIERT 1942 THERESIENSTADT ERMORDET 10.9.1942                                              | Meranergasse 9 ·           | Gerta Spiegel wurde am 5. April 1931 in Neunkirchen geboren. Ihre Eltern waren Michael und Elsa Spiegel. Nach der Annexion musste Familie Spiegel das Haus verlassen und sie lebten in einer Sammelwohnung für Juden in der Vereinsgasse 25 im 2. Wiener Gemeindebezirk. Am 10. September 1942 wurde Gerta zusammen mit ihrer Familie mit dem Transport 40, Zug Da 513 von Wien nach Theresienstadt deportiert (ihre Nummer auf dem Transport lautete 742). Gerta Spiegel hat die Shoah nicht überlebt. Laut Aufschrift des Steines wäre Gerta Spiegel am 10. September 1942 ermordet worden, der Transport langte aber erst am 11. September 1942 in Theresienstadt an. |
|              | HIER WOHNTE MICHAEL SPIEGEL JG. 1887 DEPORTIERT 1942 THERESIENSTADT ERMORDET 10.9.1942                                            | Meranergasse 9 ·           | Michael Spiegel wurde am 18. Januar 1887 geboren. Er war verheiratet mit Elsa Spiegel und er verdiente den Lebensunterhalt als Händler für Textilien. Das Paar hatte mindestens zwei Töchter – Gerta (geboren 1931) und Alice (geboren 1928). Nach der Annexion musste Familie Spiegel das Haus verlassen und sie lebten in einer Sammelwohnung für Juden in der Vereinsgasse 25 im 2. Wiener Gemeindebezirk. Am 10. September 1942 wurde Michael zusammen mit seiner Familie mit dem Transport 40, Zug Da 513 von Wien nach Theresienstadt deportiert (seine Nummer auf dem Transport lautete 739). Michael Spiegel hat die Shoah nicht überlebt. Laut Aufschrift des Steines wäre Michael Spiegel am 10. September 1942 ermordet worden, der Transport langte aber erst am 11. September 1942 in Theresienstadt an. |

### Pitten
In der Marktgemeinde Pitten wurden vier Stolpersteine an einer Adresse verlegt.
| Stolperstein | Inschrift | Verlegeort                                          | Name, Leben |
| ------------ | --- | --------------------------------------------------- | --- |
|              | ROSA REBECCA ABELES JG. 1866 DEPORTIERT 1942 THERESIENSTADT ERMORDET 1942 TREBLINKA                                      | Auf der Schmelz 62 · (vor der Neuen Mittelschule) · | Rosa Rebecca Abeles wurde am 28. Juni 1866 als Tochter des Kaufmanns Rudolf Abeles und seiner Frau Charlotte (geborene Moses) geboren. Die Familie übersiedelte um 1878 nach Pitten, wo auch ihr jüngster Sohn Isidor am 17. Februar 1878 zu Welt kam. Die acht Kinder der Familie besuchten in Pitten die Schule. Rosa Rebecca Abeles war alleinstehend und lebte in der Bahnhofstraße in Pitten. Am 23. Oktober 1939 musste sie in das bereits arisierte Haus des jüdischen Kaufmanns Johann Jaul in die Wiener Neustädter Straße 18 übersiedeln. Am 12. Dezember desselben Jahres wurde sie nach Wien in das jüdische Altersheim in die Wasnergasse 33 in Wien-Brigittenau überstellt. Nachdem das Altersheim im Oktober 1941 aufgelöst wurde, kam Rosa Rebecca Abeles in das von den Nazis als „Aussonderungsheim“ bezeichnete Altersheim in Alxingergasse 97–103 in Wien-Favoriten. Die Bewohner dieses Heims blieben nur wenige Monate dort, bis sie in die Vernichtungslager der Nazis deportiert wurden. Rosa Rebecca Abeles wurde am 22. Juli 1942 in das KZ Theresienstadt deportiert und am 21. September gleichen Jahres nach Treblinka überstellt. Sie hat nicht überlebt. |
|              | JOHANN JAUL JG. 1875 DEPORTIERT 1941 RIGA ERMORDET                                                                       | Auf der Schmelz 62 · (vor der Neuen Mittelschule) · | Johann Jaul wurde am 23. April 1875 in Seebenstein als Sohn von Rosa und Samuel (Salomon) Jaul (Kaufmann in Seebenstein) geboren. Er siedelte sich in Pitten an, wo er in der Wiener Neustädter Straße 18 eine Gemischtwarenhandlung betrieb. Ursprünglich stammte die Familie Jaul aus Kobersdorf. Die Familie Jaul hatte in der Wiener Neustädter Straße 18 auch ihren Wohnsitz. Die Frau von Johann Jaul, Josefine Jaul, geborene Sussmann, kam am 19. Juni 1878 in Gutenstein zur Welt. Ihr gehörte das Haus in der Engegasse 55 in Pitten. Die Wohnungen in diesem Haus waren an mehrere Pittener vermietet. Am 18. Mai 1903 wurde deren Tochter, Margarete, geboren. Sie besuchte die Schule in Pitten. Später heiratete sie den aus Lanzenkirchen stammenden Kürschnermeister Hugo Sidon. Das Ehepaar Sidon konnte mit der Tochter Dorit nach Argentinien emigrieren. Johann und Josefine Jaul mussten am 14. Juli 1938 eine Vermögenserklärung abgeben. Die beiden Liegenschaften wurden enteignet und Johann und Josefine Jaul wurden in eine Sammelwohnung in der Rembrandtstraße 13/7 in Wien-Leopoldstadt gebracht. Am 3. Dezember 1941 wurden Johann Jaul und seine Frau nach Riga deportiert. Sie haben nicht überlebt. Das Geschäft in der Wiener Neustädter Straße 18 wurde liquidiert. Das 1938 enteignete Haus in der Engegasse wurde durch die Nazis weiterhin vermietet. Nach dem Krieg wurde es 1952 an Margarete Sidon zurückgestellt, die es später verkaufte. |
|              | JOSEFINE JAUL GEB. SUSSMANN JG. 1878 DEPORTIERT 1941 RIGA ERMORDET                                                       | Auf der Schmelz 62 · (vor der Neuen Mittelschule) · | Johann Jaul wurde am 23. April 1875 in Seebenstein als Sohn von Rosa und Samuel (Salomon) Jaul (Kaufmann in Seebenstein) geboren. Er siedelte sich in Pitten an, wo er in der Wiener Neustädter Straße 18 eine Gemischtwarenhandlung betrieb. Ursprünglich stammte die Familie Jaul aus Kobersdorf. Die Familie Jaul hatte in der Wiener Neustädter Straße 18 auch ihren Wohnsitz. Die Frau von Johann Jaul, Josefine Jaul, geborene Sussmann, kam am 19. Juni 1878 in Gutenstein zur Welt. Ihr gehörte das Haus in der Engegasse 55 in Pitten. Die Wohnungen in diesem Haus waren an mehrere Pittener vermietet. Am 18. Mai 1903 wurde deren Tochter, Margarete, geboren. Sie besuchte die Schule in Pitten. Später heiratete sie den aus Lanzenkirchen stammenden Kürschnermeister Hugo Sidon. Das Ehepaar Sidon konnte mit der Tochter Dorit nach Argentinien emigrieren. Johann und Josefine Jaul mussten am 14. Juli 1938 eine Vermögenserklärung abgeben. Die beiden Liegenschaften wurden enteignet und Johann und Josefine Jaul wurden in eine Sammelwohnung in der Rembrandtstraße 13/7 in Wien-Leopoldstadt gebracht. Am 3. Dezember 1941 wurden Johann Jaul und seine Frau nach Riga deportiert. Sie haben nicht überlebt. Das Geschäft in der Wiener Neustädter Straße 18 wurde liquidiert. Das 1938 enteignete Haus in der Engegasse wurde durch die Nazis weiterhin vermietet. Nach dem Krieg wurde es 1952 an Margarete Sidon zurückgestellt, die es später verkaufte. |
|              | BARBARA TRIMMEL JG. 1870 EINGEWIESEN 1941 HEILANSTALT MAUER-ÖHLING 'VERLEGT' 1943 HEILANSTALT GUGGING ERMORDET 26.1.1944 | Auf der Schmelz 62 · (vor der Neuen Mittelschule) · | Barbara Trimmel kam am 25. Mai 1870 in Pitten zur Welt, wo sie auch den Großteil ihres Lebens verbrachte. Am 17. August 1941 wurde sie im Zuge eines Transports nach Mauer-Öhling gebracht. Bei dem Transport von insgesamt 130 Patienten stammten 23 aus dem Altersheim Neunkirchen, die weiteren Personen kamen aus Aspang, Kirchberg, Gloggnitz und St. Pölten. Die „Heil- und Pflegeanstalt Mauer-Öhling“ war während der Zeit der Naziherrschaft Ort von NS-Medizinverbrechen. Zudem erfolgten von dort auch Transporte in verschiedene Tötungsanstalten. Barbara Trimmel wurde am 2. März 1943 nach Gugging überstellt, wo sie am 26. Jänner 1944 durch Medikamente ermordet wurde. |

## Verlegedaten
- 5. Juli 2011: Stockhammergasse 11 und 15, Triesterstraße 23, Wienerstraße 11
- 26. März 2012: Triesterstraße 10, Wiener Straße 8 und 13
- 23. April 2013: Bahnstraße 24, 28 und 39, Franz Krinninger Gasse 1, Wienerstraße 42
- 5. Juli 2014: Hohe Wand Gasse 16/18, Meranergasse 9, Triesterstraße 23 (Rosa Kolár)
- 7. August 2018: Pitten